# Лаврова, Ольга Владимировна
Ольга Владимировна Лаврова (род. 14 мая 1956, Барнаул, Алтайский край, РСФСР) — киргизский государственный деятель, Министр финансов Кыргызской Республики (2012—2015), государственный советник государственной службы 3 класса.

## Биография
Родилась 6 сентября 1956 года в городе Барнаул Алтайского края.
В 1978 году окончила Киргизский государственный университет, экономический факультет, специальность — «финансы и кредит».

### Трудовая деятельность
1978—1985 гг. — Министерство финансов Киргизской ССР, экономист, старший экономист, ведущий экономист.
1985—1993 гг. — Заместитель заведующего отделом, начальник отдела Фрунзенского городского финансового управления.
1993—1996 гг. — Инспектор, заведующий отделом Контрольной палаты Жогорку Кенеша Кыргызской Республики.
1996—2004 гг. — Аудитор, советник председателя Счетной палаты Кыргызской Республики.
2004—2005 гг. — Заместитель министра в Министерстве финансов Кыргызской Республики.
2005—2007 гг. — Председатель Социального фонда Кыргызской Республики.
2007—2012 гг. — Начальник управления в ОсОО «Газпромнефть Азия».
6 сентября 2012 г. — 13 апреля 2015 г. — Министр финансов Кыргызской Республики.

## Награды
- Почетная грамота КР (2000)
- Нагрудный знак «Отличник финансово-экономической работы» (2002)
- Нагрудный знак «Отличник финансово-экономического контроля» (2004)
- Нагрудный знак «Отличник налоговой службы» (2004)